# Charles Davis (hudebník)
Charles Davis (20. května 1933 – 15. července 2016) byl americký jazzový saxofonista. Vyrůstal v Chicagu, kde docházel na hudební školu. První album pod svým jménem, které dostalo název Ingia!, vydal v roce 1975. Později vydal několik dalších alb. Během své kariéry spolupracoval s mnoha dalšími hudebníky, mezi něž patří například Cecil Taylor, Sun Ra, Ahmad Jamal, Muhal Richard Abrams a Archie Shepp. Rovněž se věnoval pedagogické činnosti.